# TRT

TRT, prescurtare de la denumirea turcească Türkiye Radyo ve Televizyon Kurumu, este compania națională de radio și televiziune din Turcia și a fost înființată în 1964. Aproximativ 70% din fondurile TRT provin de la un impozit perceput la facturile de energie electrică și un impozit pe vânzări de receptoare de televiziune și radio.

## Legături externe
- Site web oficial